# Lipochaeta
Il Lipochaeta è un genere di piante floreali appartenente alla famiglia delle Asteraceae, che è endemica alle Hawaii.

## Specie selezionate
- Lipochaeta connata (Gaudich.) DC. – Nehe
- Lipochaeta degeneri Sherff – Molokai Nehe
- Lipochaeta heterophylla A.Gray – Lavaflow Nehe
- Lipochaeta lobata (Gaudich.) DC. – Shrubland Nehe
  - Lipochaeta lobata var. leptophylla O.Deg. & Sherff
  - Lipochaeta lobata var. lobata
- Lipochaeta rockii Sherff – Rock's Mehe
- Lipochaeta succulenta (Hook. & Arn.) DC. – Seaside Nehe[3]

### Precedentemente classificate qui
- Melanthera fauriei (H.Lév.) W.L.Wagner & H.Rob. (as L. fauriei H.Lév.)
- Melanthera kamolensis (O.Deg.) & Sherff) W.L.Wagner & H.Rob. (as L. kamolensis O.Deg. & Sherff)
- Melanthera micrantha (Nutt.) W.L. Wagner & H.Rob. (as L. micrantha (Nutt.) A.Gray)
- Melanthera tenuifolia (A.Gray) W.L. Wagner & H.Rob. (as L. tenuifolia A.Gray)
- Melanthera waimeaensis (H.St.John) W.L.Wagner & H.Rob.(as L. waimeaensis H.St.John)
- Melanthera venosa (Sherff) W.L.Wagner & H.Rob. (as L. venosa Sherff)[3]
- Wedelia acapulcensis var. hispida (Kunth) Strother (as L. texana Torr. & A.Gray)[4]